# Шарьер, Анри
Анри́ Шарье́р (фр. Henri Charrière; 16 ноября 1906[…], Сент-Этьен-де-Люгдаре, Ардеш, Франция — 29 июля 1973[…], Мадрид, Испания) — французский писатель, в молодости осуждённый за убийство; известен как автор автобиографического романа «Мотылёк», повествующего о его аресте, осуждении и последующих побегах из мест лишения свободы во Французской Гвиане. Анри Шарьер утверждал, что роман полностью основан на его личном опыте, однако современные исследователи считают, что большая часть описанных событий произошли с другими заключёнными, с которыми рассказчик общался во время своего пребывания в пенитенциарных заведениях. Шарьер отрицал свою причастность к убийству, но открыто признавался в мелких преступлениях, совершённых до ареста.

## Биография
Анри Шарьер родился во Франции, в городке Сент-Этьен-де-Люгдарес в департаменте Ардеш региона Рона — Альпы. У него были две старшие сестры; мать семейства умерла, когда Анри было 10 лет. В 1923 году 17-летний Шарьер поступил в ВМС Франции, где отслужил два года. После окончания службы стал членом преступного мира Парижа. Женился, в семье родилась дочь.

### Заключение
Шарьер представил свою историю в полубиографическом романе «Мотылёк» (фр. Papillon — прозвище героя книги, которым он обязан наколке с изображением бабочки на груди). 26 февраля 1931 года 24-летний Анри был арестован и на суде признан виновным в убийстве сутенёра Ролана ле Пети. Шарьер решительно отрицал все обвинения. Его приговорили к пожизненному заключению и 10 годам каторжных работ. После временного содержания в пересыльной тюрьме Болье (Кан) в 1933 году он был доставлен в тюрьму Сен-Лоран-дю-Марони, центр французских колоний для каторжников во Французской Гвиане.
Согласно книге, первую попытку побега Шарьер совершил уже 28 ноября 1933 года вместе со своими друзьями-заключёнными Андре Матюретом и Жоансом Клузье, которые сопровождали его практически всё время в бегах до момента поимки преследователями. Втроём пробыли три недели на Тринидаде, где действовали законы британских владений, которые не позволяли беглым ссыльным оставаться на территории острова. В связи с этим им было разрешено плыть дальше. У берегов Кюрасао они потерпели кораблекрушение. Власти острова позволили беглецам приобрести новое судно, на котором позже они были схвачены близ Риоачи, на севере Карибского региона Колумбии, после чего снова оказались в заключении. В дальнейшем Шарьеру однажды дождливой ночью удалось выбраться и сбежать на полуостров Ла-Гуахира, где он был «усыновлён» индейским племенем, имел двух жён и ребёнка.
В Гвиане Шарьер провёл 11 лет, из них два года, по роману, — в одиночной камере на острове Сен-Жозеф (это самый южный из трёх островов архипелага Спасения, с фр. Иль-дю-Салю, известных под общим названием Чёртов остров, по самому северному из них — острову Дьявола, — у берегов Французской Гвианы). За это время совершил 9 попыток побега, но лишь одна из них оказалась успешной. Вырвавшись на свободу, он перебрался в Колумбию, где был принят в индейское племя.
Свой последний побег Шарьер совершил в 1941 году. С помощью двух мешков, наполненных кокосовыми орехами, ему удалось бежать с острова Дьявола. После нескольких месяцев скитаний он прибыл в Венесуэлу, где был вновь заключён в тюрьму сроком на год.
Эта информация взята из романа «Мотылёк», опубликованного как автобиографическое произведение. Многие эпизоды «из жизни автора», описанные в романе, сейчас широко оспариваются. Так, у французской полиции хранятся записи, доказывающие вину Шарьера, а также и то, что во время пребывания в пенитенциарных учреждениях он проявил себя как «прилежный заключённый». Современные исследователи уверены, что большинство описываемых событий происходили с другими заключёнными, наиболее яркие истории которых Шарьер и собирал для книги.

### Последующая жизнь
После освобождения из тюрьмы Шарьер поселился в Венесуэле. Там он женился на местной жительнице по имени Рита. В этом браке также были дети. Шарьер стал владельцем двух ресторанов — в Каракасе и Маракайбо. Впоследствии приобрёл известность, часто бывал гостем различных передач на местном телевидении. Затем вернулся во Францию, где посетил Париж в связи с публикацией своего романа «Мотылёк» (1969). Во Франции книга разошлась тиражом полтора миллиона экземпляров. Министр внутренних дел страны позже утверждал, что моральный упадок Франции связан с модой на мини-юбки и с популярностью «Мотылька» Шарьера.
Позже Шарьер опубликовал «Ва-банк» — мемуары, в которых рассказывал о своей жизни после освобождения.
В 1973 году роман «Мотылёк» был экранизирован. Режиссёром одноимённой картины стал Франклин Шеффнер, заглавную роль сыграл Стив Маккуин. Сценарий написали Далтон Трамбо (который был не понаслышке знаком с темой лишения свободы — в 1950 г., в период маккартизма, отсидел 11 месяцев в тюрьме за «связь с коммунистической партией») и Лоренцо Семпл мл.; Шарьер выполнял функции официального консультанта. Автор романа не дожил до премьеры фильма, которая прошла 16 декабря 1973 года.
Анри Шарьер 29 июля 1973 года умер от рака горла в Мадриде, Испания.
В 2017 году вышел на экраны, также под названием «Мотылёк», ремейк картины Шеффнера (1973 года), снятый режиссёром Михаэлем Ноером.